# 女子と愛国
女子と愛国（じょしとあいこく）は、2013年11月2日に祥伝社から出版された佐波優子の著書。

## 概要
インターネットでの愛国的な発言や靖国神社参拝、デモや集会への参加など、右傾化する学生やOL、主婦などを取材したルポルタージュ。
これまでの愛国活動が日の丸や街宣車を用いた男性によるものという印象が強かったのに対し、近年の活動はインターネットやデモに移りつつあるとし、中でも増加が著しいという女性が声を上げはじめたきっかけを分析している。

## 関連人物
- 鳳恵弥